# 14대 닥터
14대 닥터 (Thirteenth Doctor, 열네 번째 닥터)는 영국 BBC의 텔레비전  SF 드라마 《닥터 후》의 주인공인 닥터의 생애 중 하나이다. 드라마 설정상 닥터는 갈리프레이 행성 출신의 외계 종족 타임로드로, 수명은 수천 년이며 타디스란 타임머신을 타고 동행자와 함께 시공간을 여행한다. 닥터는 죽음에 직면하면 재생성을 거치며, 닥터의 모습과 성격이 변화하게 된다.
14대 닥터는 스코틀랜드 배우 데이비드 테넌트가 맡았다. 데이비드 테넌트는 10대 닥터를 맡은 적이 있으며 2013년에 마지막으로 드라마에 출연하였다. 당초 조디 휘태커가 맡은 13대 닥터의 후임으로는 배우 슈티 가트와가 선정된 것으로 발표되었고, 또 '열네 번째 닥터'라는 명칭으로 불려왔기에, 13대 닥터는 슈티 가트와의 모습으로 재생성할 것이라는 관측이 지배적이었으나, 정작 13대 닥터의 마지막 에피소드인 "The Power of the Doctor"에서는 10대 닥터와 똑 닮은 모습으로 재생성한 것으로 마무리되었다. 따라서 데이비드 테넌트가 14대 닥터 역을, 슈티 가트와는 15대 닥터 역을 맡게 된 것이 밝혀졌다.
14대 닥터는 2023년 11월에 방영된 60주년 스페셜의 3개 에피소드에서 활약하였다. 러셀 T 데이비스가 2010년 이후 오랜만에 드라마 총괄 프로듀서를 맡아 제작되는 이 스페셜 시즌에는 10대 닥터의 동행자인 도나 노블 역의 캐서린 테이트도 오랜만에 출연하게 되었다.

## 행적

### TV 에피소드

#### 60주년 스페셜 (2023년)
2022년 11월 BBC 100주년 특집으로 방영된 스페셜 시즌의 에피소드 "The Power of the Doctor"에서 13대 닥터의 재생성에 이어 처음으로 모습을 드러냈다. 재생성 직후 닥터는 자신의 치아를 먼저 느끼며, 조금 나이가 들고 의상 색깔도 바뀐 점을 빼면 옛 모습을 그대로 다시 취하게 됐다는 사실을 깨닫는다.
그해 12월부터는 닥터 후 매거진에서 연재된 코믹스에서 14대 닥터가 처음으로 주인공으로 등장하는 작품 〈Liberation of the Daleks〉이 공개되었는데, 위 에피소드의 재생성으로부터 대략 한 시간 동안 닥터에게 무슨 일이 벌어졌나를 다루고 있다. 코믹스의 결말부에서 직접적으로 이지는 미니에피소드가 2023년 11월 17일 칠드런 인 니드 프로그램의 한 코너로 공개되었는데, 〈Destination: Skaro〉라는 제목의 이 에피소드는 오랜 옛날 스카로 행성에서 다브로스가 달렉을 이제 막 완성한 시점에 뜻하지 않게 개입하게 되는 이야기를 다루고 있다. 11월 24일에는 CBeebies 채널의 동화 낭독 프로그램 《배드타임 스토리》에 데이비드 테넌트가 14대 닥터 역으로 잠깐 출연하기도 했다.
2023년 11월 닥터 후 60주년 스페셜의 일환으로 방영된 세 가지 에피소드 가운데 제1화 "The Star Beast"에서 14대 닥터의 정규 에피소드 활약이 소개되었다. 런던 캠든타운에 도착한 닥터는 옛 동행자 도나 노블 (캐서린 테이트 분)을 우연히 만나게 된다. 이 시점에서 도나 노블은 10대 닥터 시절 타임 로드의 의식을 흡수한 바람에 '메타 크라이시스'를 일으켜 닥터로부터 지난날의 기억을 봉인해둔 상태였으며, 앞으로도 닥터와 마주쳐서 기억을 떠올리기라도 했다간 죽을 수도 있는 운명이었다. 14대 닥터는 10대 닥터와 얼굴이 같다는 점을 감안해 도나에게 정체를 숨기고 다행히 도나도 닥터를 떠올리지 않는다. 한편 어느 제철소에 외계 종족의 수장 빕 더 밉의 우주선이 불시착하고 닥터는 UNIT 과학자 셜리 빙엄 (루스 메들리 분)을 만나 사건 해결에 나선다. 런던이 불바다가 될 위기에 처한 상황에서 빕 더 밉의 발사선 속 제어실에 들어갔다가 도나와 함께 갇혀버린 닥터는 결국 도나의 메타크라이시스를 활성화시켜 '닥터도나'로 만들어 빕 더 밉의 탈출을 저지하는 데 성공한다. 도나는 딸 로즈 노블 (야스민 피니 분)을 낳으면서 메타크라이시스가 완화되어 죽지 않을 수 있었으며, 빕 더 밉의 체포와 함께 두 사람은 타임로드의 의식을 흘려보낸다.
에피소드 막바지에서 새로운 타디스를 얻게 된 14대 닥터는 도나가 커피 한 잔을 실수로 조종간에 쏟아버리면서 타디스의 폭주를 막지 못한다. 이어지는 제2화 "Wild Blue Yonder"에서 아이작 뉴턴 (네이서니얼 커티스 분)과의 짧은 만남을 거친 닥터와 도나는 우주의 끝자락에 있던 우주선으로 불시착했다가 선내의 위험 요인으로 타디스를 잃고 문제 해결에 나선다. 위험 요인이라는 것은 다름아닌 닥터와 도나의 도플갱어들로, 닥터는 도나와 함께하며 알 수 있던 기억들로 그들을 가려내고, 자동 폭파로 설정된 우주선으로부터 탈출에 성공한다. 에피소드 막바지에서 닥터는 윌프레드 모트 (버나드 크리빈스 분)와 재회하여 세상이 종말에 처했다는 경고를 듣는다.
제3화 "The Giggle"에서 이기적인 사람들로 난장판이 된 세상 속에서 UNIT 본부로 향한 닥터는 케이트 레스브리지스튜어트 (제마 레드그레이브 분)와 멜라니 부시 (보내 랭퍼드 분)과 오랜만에 만나 이 사태의 원인을 분석하고, 1대 닥터 시절에 만났던 천상의 토이메이커가 사태의 주범임을 알아낸다. 1925년 소호의 장난감 가게에서 토이메이커의 영역에 빠진 닥터는, 탈출을 위해 신청한 카드 게임 승부에서 졌다가 지난날의 승리를 상기시키며 삼세판을 재신청한다. 2023년으로 가서 UNIT 본부를 장악한 토이메이커가 '그간의 승부마다 서로 다른 닥터를 상대했다'는 이유로 광선무기를 이용해 닥터를 쏘아버리면서 14대 닥터는 재생성에 나선다. 그러나 놀랍게도 신체를 바꾸는 그냥 재생성이 아니라, 새 모습이 별개의 신체로 분리되는 '이중 재생성'을 겪는다. 15대 닥터와 첫 인사를 나눈 14대 닥터는 힘을 모아 토이메이커와의 공놀이 승부에 나서고 그대로 승리한다. 에피소드 마지막에 이르러 새 모험을 떠나려는 15대 닥터로부터 복제된 타디스를 선물받고, 그간의 여정과 고뇌를 뒤로 한 채, 도나네 가족의 행복한 일상생활에 합류한다.

## 성격
14대 닥터는 10대 닥터와 거의 비슷한 것으로 보인다. 억양은 10대와 똑같이 에스추어리 영어를 쓰며, 자신의 모습이 새 모습이 아닌 이전에 겪었던 모습임을 알게 되자, 10대 닥터가 종종 외치던 "뭐야? 뭐야? 뭐야?" (What? What? What?)를 그대로 따라하는 모습을 보였다. 여기에 10대 닥터가 재생성한 직후 "치아가 새 것"이라는 소감을 그대로 따라, "익숙한 치아다"라는 대사도 날린다. 이는 14대 닥터가 10대 닥터와 동일한 인격이 아닌 이상, 그 모습과 성격이 굉장히 유사하게 설정되었다는 의미이기도 하다.

### 모습
14대 닥터는 10대 닥터와 똑같은 모습에 똑같은 목소리, 똑같은 헤어스타일을 지녔으나 살짝 나이가 든 모습이다. 의상 역시 매우 비슷하나 갈색 외투에 푸른색 오버코트를 입어, 10대 닥터가 입던 갈색 트렌치 코트와는 조금 다른 모습이다. 14대 닥터의 의상은 보통 재생성 후 진정되고 나서 직접 자기가 입을 옷을 고르던 이전의 닥터들과는 달리, 13대 닥터가 재생성하는 과정에서 함께 새롭게 만들어져 나타난 것도 주목할 만한 부분이다.
데이비드 테넌트는 닥터 역으로 복귀한다는 발표 직후 BBC 뉴스와의 인터뷰에서, 자신이 맡은 닥터의 모습은 "좀 캐주얼한 모습이면서도, 예전과 같은 옷차림을 한 것 같다. 하지만 사실은 비슷하면서도 다른 것을 의도한 결과다. 과거의 메아리를 지니면서도 지금 역시 조금은 남아있는 것이다"라고 소개하였다.

## 배경
2022년 5월, 차기 닥터인 14대 닥터 역에 르완다계 스코틀랜드 배우 슈티 가트와가 선정되었다는 소식이 전해졌다. 슈티 가트와는 2022년 스페셜 시즌을 거쳐 조디 휘태커의 후임으로 닥터 역에 나설 것이라는 발표였다. 그러나 정작 2022년 스페셜의 마지막화인 "The Power of the Doctor"에서는 조디 휘태커의 모습이 데이비드 테넌트의 모습으로 재생성하는 연출이 공개되면서, 14대 닥터의 배우는 데이비드 테넌트였음이 확정되었다. 데이비드 테넌트는 2005년부터 2010년까지 10대 닥터 역을 맡은 바 있다.
닥터가 재생성한 뒤의 새 모습을 옛 배우가 맡는다는 아이디어는 사실 올드 시즌부터 제기된 바 있었다. 1986년 6대 닥터 역의 콜린 베이커가 하차한 직후, 닥터 후를 처음으로 기획한 시드니 뉴먼이 BBC One 책임자 마이클 그레이드에게 옛 배우를 출연시키는 방안을 제의한 것이었다. 당시 구상대로라면 2대 닥터 역의 패트릭 트로턴을 1개 시즌동안 출연시키고, 그 후 여자 닥터로 재생성시킨다는 전개였다.
해당 에피소드 방영 직후, 총괄 프로듀서 러셀 T 데이비스는 "슈티가 15대 닥터로 향하는 길은 미스터리, 호러, 로봇, 인형, 위험과 재미로 가득차 있습니다!"라는 코멘트를 남기며, 슈티 가트와는 15대 닥터를 맡게 되었음을 확정지었다. 이와 함께 10대 닥터와 동행했던 도나 노블 역의 캐서린 테이트가 다시 한번 출연한다는 소식도 발표되었다. 데이비스는 "그렇다면 이것이 도나 노블의 놀라운 귀환과 어떻게 연결될까요? 어떻게, 무엇을, 어째서? 1년 동안의 시간을 드리겠습니다. 그 뒤로는 대사건이 펼쳐집니다!"라는 말로 도나 노블의 귀환을 확인하였다.
앞서 테넌트와 테이트는 오는 2023년 11월 드라마 60주년을 기념하여 방영될 3부작 스페셜에 출연한다는 결정이 발표된 바 있었다. 이와 더불어 야스민 피니가 로즈라는 동행자 역으로 처음 출연한다는 소식도 발표되었다.